# 耀西的蛋
《耀西的蛋》是一款由GAME FREAK開發、任天堂發行的益智遊戲。該作於1991年12月14日首發，對應紅白機和Game Boy雙平台。遊戲主人公為瑪利歐系列登場的綠色恐龍角色耀西，是耀西系列的首作。